# Kodže
Kodže je město v Jižní Koreji. Nachází se v jihovýchodní části území, v provincii Jižní Kjongsang, nedaleko velkoměsta Pusan. Muncipalita města se rozkládá na několika ostrovech a ostrůvcích, z nichž největší je ostrov Kodže, na kterém se nachází samotné město. Město se dělí na dvě části (tong): Kohjong-tong a Okpo-tong. Ve městě sídlí několik společností, mezi jinými loděnice Daewoo a Samsung Heavy Industries. Okpo je menší, nachází se na východ od vlastního města a nachází se tam loděnice Samsung.

## Historie
V roce 757 král Silly Kjongdok označil ostrov jako okres Kodže (Kodže-gun). Ostrov byl využíván pro různé invaze a vojenská tažení, např. v roce 1419 při tažení Čosonu proti pirátům wakó na ostrově Cušima a v roce 1592 u vesnice Okpo během imdžinské války čosonský generál Čchungmu vyhrál námořní bitvu proti Japoncům.
Během Korejské války tu vláda generála Douglase MacArthura internovala 170 000 severokorejských a čínských zajatců.

## Podnebí
Podnebí je mírné, monzunové. Za rok tu spadne 2000 mm srážek, z toho většina na jaře a v létě. Průměrná lednová teplota je 2,5 °C a průměrná srpnová teplota je 25,6 °C (srpen je nejteplejší měsíc).

## Partnerská města
- Čchin-chuang-tao, Čínská lidová republika
- Guam, Spojené státy americké
- Jame, Japonsko